# 스튜어트 국제공항
스튜어트 국제공항(영어: Stewart International Airport)은 미국 뉴욕주 뉴버그에 있는 국제공항으로 뉴욕 북부에 위치한다. 원래 인근에 있는 웨스트 포인트 사관학교 생도에게 비행술을 가르치기 위하여 설립된 이후 민간 항공으로 바뀌었다. 비상시에 우주 왕복선도 착륙 할 수 있도록 준비되어 있다.

## 운항 노선

### 국내선
| 항공사          | 목적지           |
| --------------- | ---------------- |
| 아메리칸 항공   | 필라델피아       |
| 유나이티드 항공 | 뉴욕 (뉴어크)    |
| 얼리전트 항공   | 세인트피터즈버그 |

## 같이 보기
- 뉴욕의 공항